# Maceiras (Dozón)
Maceiras (llamada oficialmente San Remixio das Maceiras), es una parroquia española y un lugar situado en el municipio de Dozón, en la provincia de Pontevedra, Galicia.

## Otras denominaciones
La parroquia también se denomina San Remigio de Maceiras o San Remigio A. de Maceiras.

## Entidades de población
Entidades de población que forman parte de la parroquia:
- Carballeira (A Carballeira)
- Maceiras (As Maceiras)
- Parada

## Demografía
| Gráfica de evolución demográfica de Maceiras (parroquia) entre 2000 y 2020 |
|                                                                            |
| Datos según el nomenclátor publicado por el INE.                           |

| Gráfica de evolución demográfica de Maceiras (lugar) entre 2000 y 2020 |
|                                                                        |
| Datos según el nomenclátor publicado por el INE.                       |